# Курие де Балкан (1998)
Вижте пояснителната страница за други значения на Курие де Балкан.
„Курие де Балкан“ (на френски: Le Courrier des Balkans, в превод „Балкански куриер“) е френски новинарски сайт, стартирал през октомври 1998 година.

## История
Сайтът е започнат в 1998 година от френския историк и журналист Жан-Арно Дерен=